# Hicksville (Ohio)
Hicksville é uma vila localizada no estado norte-americano de Ohio, no Condado de Defiance.

## Demografia
Segundo o censo norte-americano de 2000, a sua população era de 3649 habitantes.
Em 2006, foi estimada uma população de 3501, um decréscimo de 148 (-4.1%).

## Geografia
De acordo com o United States Census Bureau tem uma área de
6,5 km², dos quais 6,5 km² cobertos por terra e 0,0 km² cobertos por água. Hicksville localiza-se a aproximadamente 255 m acima do nível do mar.

## Localidades na vizinhança
O diagrama seguinte representa as localidades num raio de 20 km ao redor de Hicksville.